# Alhaji Gero
 (décembre 2017).
 (décembre 2017).
 (décembre 2017).
Alhaji Gero, né le 10 octobre 1993, est un footballeur nigérian. Il évolue au poste d'attaquant.

## Biographie

### En club
Gero commence à jouer au football dans les rues de Kano, avant de signer son premier contrat professionnel avec le El-Kanemi Warriors FC à l'âge de seize ans. L'année suivante, il passe au Lobi Stars FC. L'année suivante, il rejoint le Kaduna United FC.
Pendant la période de transfert de mi-saison en avril 2012, Gero quitte le Kaduna United FC pour rejoindre l'Enugu Rangers International FC. 
En août 2013, Gero signe un contrat avec l'Östers IF, une équipe reléguée en deuxième division suédoise pour la saison 2014. En décembre 2014, le club danois du Viborg FF signe Alhaji. Il joue 15 matchs et marque 1 but lors de sa première saison.
Le 16 janvier 2016, le Viborg FF résilie le contrat du joueur. Deux jours plus tard, il signe avec l'Östersunds FK.
En mai 2017, lui et le club se qualifient pour la finale de la Coupe de Suède qu'ils remporteront.
Grâce à cette victoire, il effectue lors de cette même année ses débuts en Ligue Europa.

### En équipe nationale
Avec l'équipe du Nigeria des moins de 20 ans, il participe à la Coupe d'Afrique des nations junior 2013. Lors de cette compétition, il joue deux matchs : contre le Mali, et le Gabon.
Il participe ensuite à la Coupe du monde des moins de 20 ans 2013 organisée en Turquie. Lors du mondial junior, il joue trois matchs : contre le Portugal, la Corée du Sud, et l'Uruguay.

## Palmarès
- Vainqueur de la Coupe de Suède en 2017 avec l'Östersunds FK